# E-tanulás
Az e-tanulás az e-Learning egyik magyar értelmezése.
Az e-tanulás csírái Magyarországon már a múlt század 40-es éveiben megjelentek. Amikor Budapesten gyakoriak voltak a légiriadók, "feltalálták" a rádióiskolát. Az iskolákban csak hetente egyszer volt tanítás, és ott a gyerekek a rádióban feladott leckét dolgozták fel.
Az 1960-as években az audiovizuális oktatástechnológia előfutárai voltak Öveges professzor előadásai az Iskola Televízióban.
A 70-es években a nyelvi laborokban a magnetofon alkalmazása növelte meg jelentősen a nyelvoktatás hatékonyságát.
A videotechnika és a személyi számítógépek elterjedése a 80-as években már előrevetítette az oktatástechnológia forradalmi megváltozását.
A nagy áttörést az Internet széles körű alkalmazása a 90-es években, illetve a széles sávú adatátvitel megjelenése hozta az új évezred első éveiben. A digitális videó-rögzítés és a széles sávú adatátvitel segítségével az interneten bármilyen tananyagot, bárki számára, bárhol és bármikor hozzáférhetővé lehet tenni. Ezért nyújt ideális megoldást az e-tanulás az élethosszig való tanuláshoz.
A mai értelemben vett e-tanulás csak nagyon rövid múltra tekint vissza. Az első Internetes órák a 90-es évek második felében indultak.
Az e-Learning másik értelmezése magyarul az e-tanítás. Az e-tanulás és az e-tanítás folyamata egy rendszert alkot.
Az e-learning európai helyzetéről az elearningeuropa, az amerikairól az ADL oldalain tájékozódhatunk.
A nagysebességű mobil internet elterjedésével a tanulás már nem csak otthon képzelhető el, hanem menet közben is egy okostelefon vagy egy táblagép segítségével is.